# Вихлевщук, Николай Антонович
Николай Антонович Вихлевщук (28 декабря 1928, Надлак, Первомайский округ — 23 января 2002, Ульяновск) — советский хозяйственный, государственный и политический деятель.

## Биография
Родился в 1928 году в селе Надлак. Член КПСС.
С 1950 года — на хозяйственной, общественной и политической работе. В 1950—1998 годах — плотник-бетонщик в городе Лениногорск Казахской ССР, прораб, начальник производственно-технического отдела, начальник СМУ-3 треста № 122, управляющий строительно-монтажного треста № 122 г. Бийска, начальник «Главалтайстроя», начальник «Главульяновскстроя», заместитель главного инженера треста «Спецстрой».
Делегат XXVI съезда КПСС.
Лауреат Государственной премии СССР.
Умер в Ульяновске в 2002 году. Похоронен на Северном кладбище Ульяновска.